# Triticellopsis
Triticellopsis är ett släkte av mossdjur. Triticellopsis ingår i familjen Triticellidae.
Kladogram enligt Catalogue of Life:
| Triticellopsis | \| \| Triticellopsis sandersi \| \| \| \| \| \| Triticellopsis tissieri \| \| \| \| |
|                | \| \| Triticellopsis sandersi \| \| \| \| \| \| Triticellopsis tissieri \| \| \| \| |
|                | Farrella                                                                            |
|                |                                                                                     |
|                | Triticella                                                                          |
|                |                                                                                     |
|                | Triticellopsis sandersi                                                             |
|                |                                                                                     |
|                | Triticellopsis tissieri                                                             |
|                |                                                                                     |

|  | Triticellopsis sandersi |
|  |                         |
|  | Triticellopsis tissieri |
|  |                         |